# Houston Film Critics Society Awards 2020

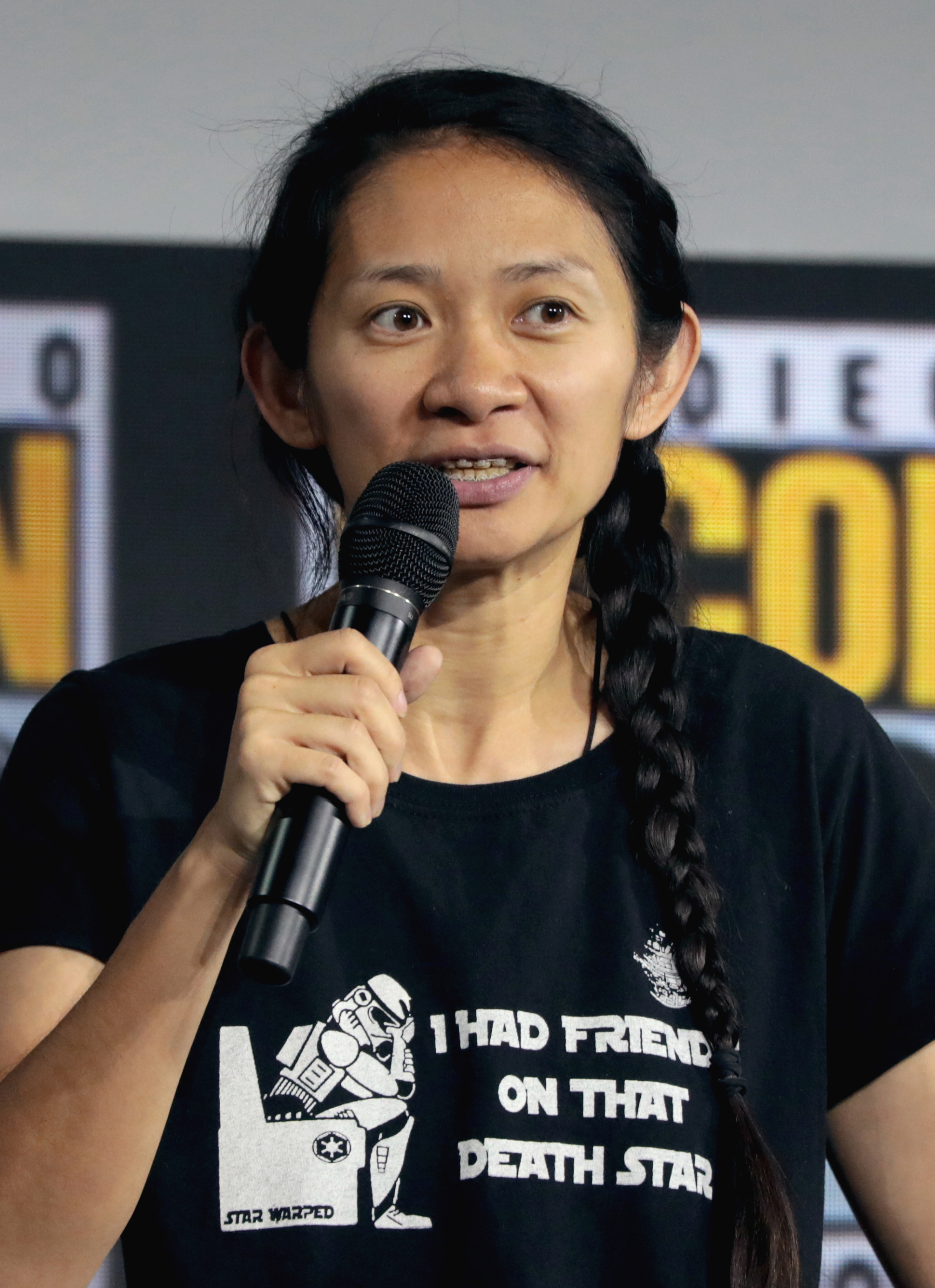
Chloé Zhaová, vítězka v kategorii nejlepší režisérka

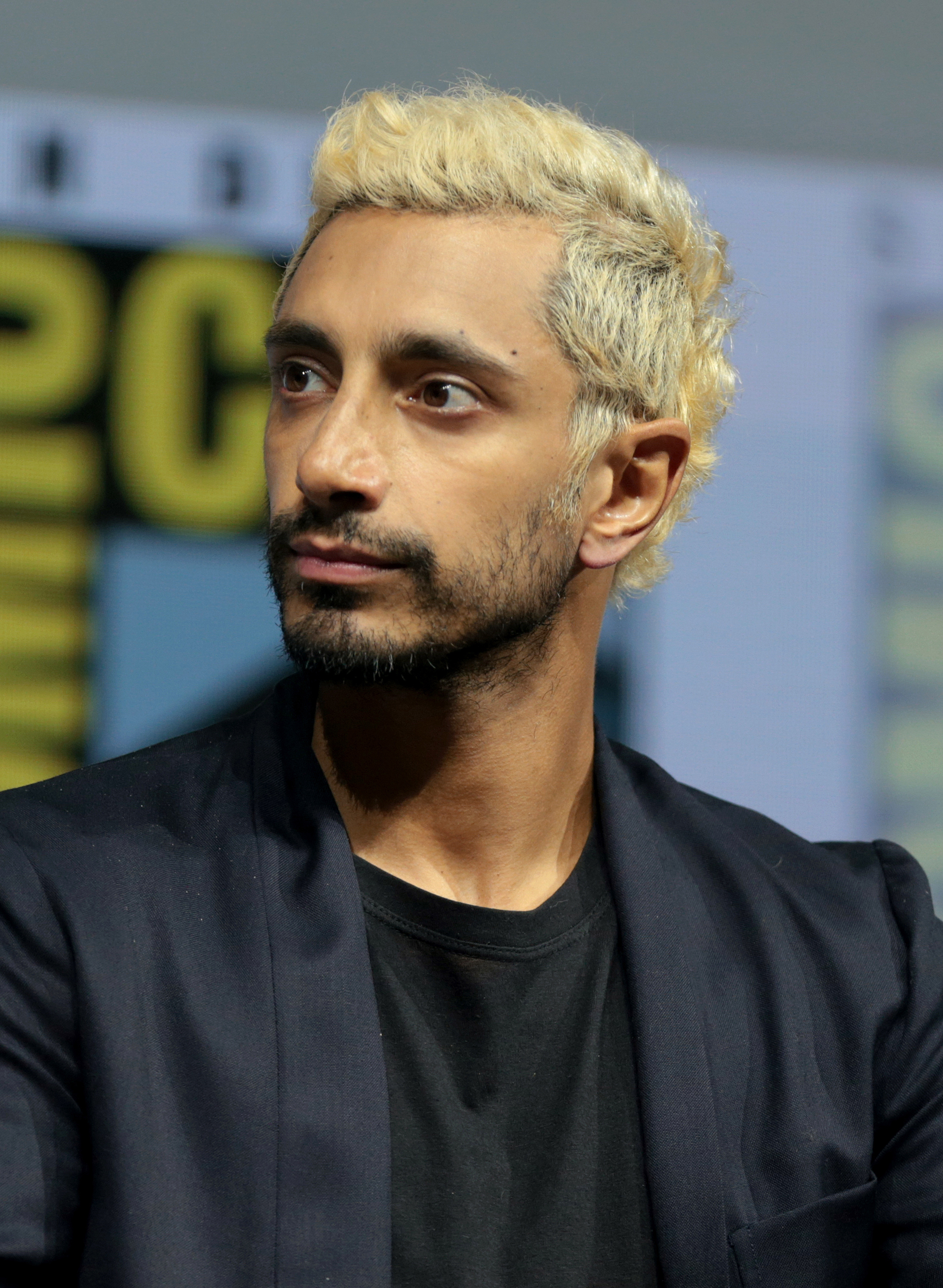
Riz Ahmed, vítěz v kategorii nejlepší herec

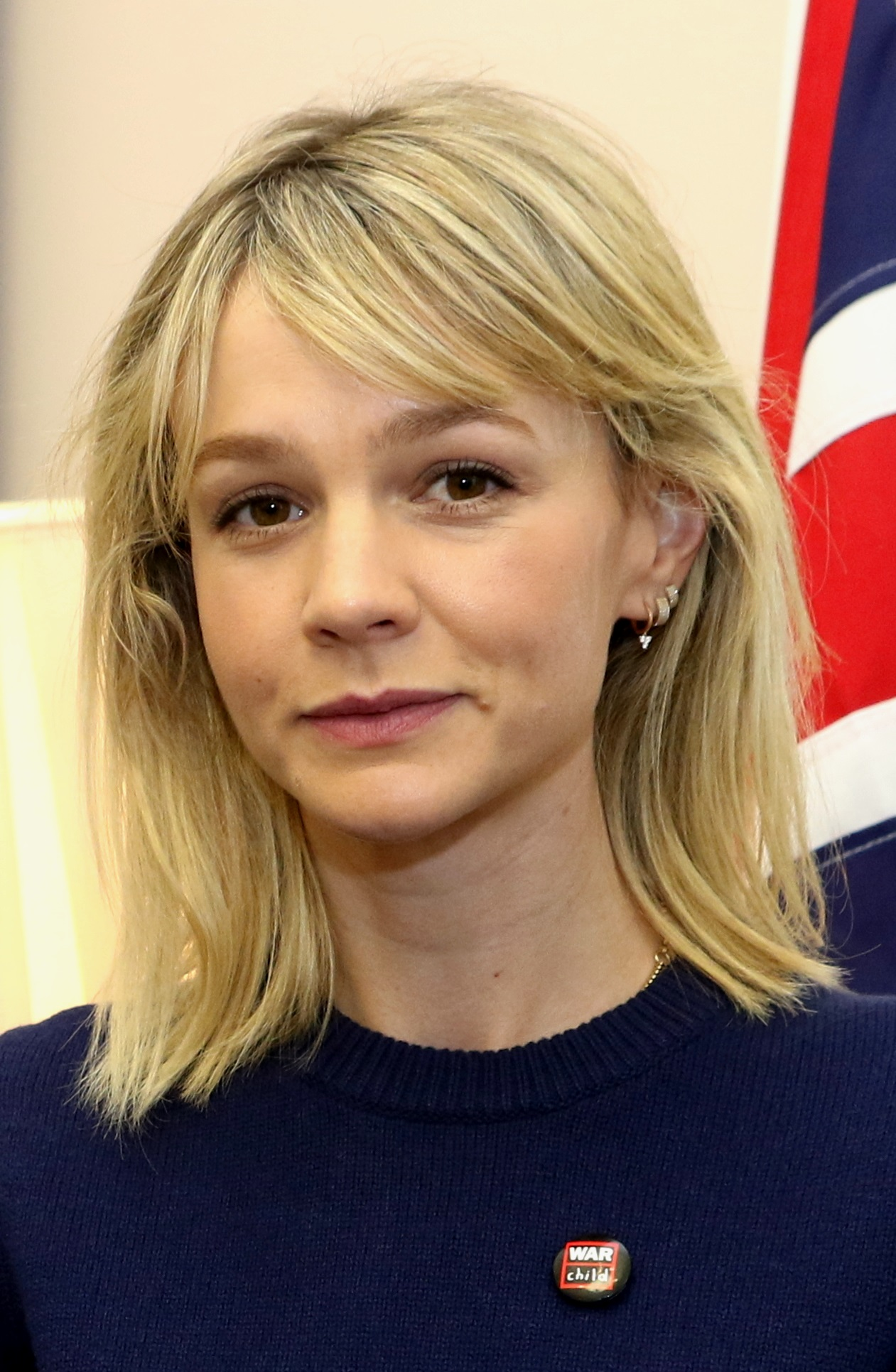
Carey Mulligan, vítězka v kategorii nejlepší herečka

14. ročník předávání cen organizace Houston Film Critics Society se konal dne 18. ledna 2021. Nominace byly oznámeny 12. ledna 2021.

## Vítězové a nominovaní
| Nejlepší film | Nejlepší režisér |
| --- | --- |
| Země nomádů - Minari - Nadějná mladá žena - První kráva - One Night in Miami - Bratrstvo pěti - The Father - Never Rarely Sometimes Always - Duše - Sound of Metal - Chicagský tribunál           | Chloé Zhaová – Země nomádů - Lee Isaac Chung – Minari - Emerald Fennell – Nadějná mladá žena - Regina Kingová – One Night in Miami - Kelly Reichardt – První kráva - Darius Marder – Sound of Metal - Aaron Sorkin – Chicagský tribunál |
| Nejlepší animovaný film | Nejlepší herec v hlavní roli |
| Duše - Croodsovi: Nový věk - Frčíme - Až na Měsíc - Vlkochodci | Riz Ahmed – Sound of Metal - Anthony Hopkins – The Father - Chadwick Boseman – Ma Rainey – matka blues - Delroy Lindo – Bratrstvo pěti - Steven Yeun – Minari                                                                           |
| Nejlepší herečka v hlavní roli | Nejlepší herec ve vedlejší roli |
| Carey Mulligan – Nadějná mladá žena - Frances McDormandová – Země nomádů - Viola Davis – Ma Rainey – matka blues - Vanessa Kirby – Střípky ženy - Sidney Flanigan – Never Rarely Sometimes Always | Leslie Odom Jr. – One Night in Miami - Chadwick Boseman – Bratrstvo pěti - Sacha Baron Cohen – Chicagský tribunál - Bill Murray – V úskalí - Paul Raci – Sound of Metal                                                                 |
| Nejlepší herečka ve vedlejší roli | Nejlepší scénář |
| Maria Bakalova – Borat Subsequent Moviefilm - Olivia Colmanová – The Father - Yuh-Jung Youn – Minari - Amanda Seyfriedová – Mank - Ellen Burstyn – Střípky ženy                                   | Emerald Fennell – Nadějná mladá žena - Lee Isaac Chung – Minari - Abraham Marder a Darius Marder – Sound of Metal - Aaron Sorkin – Chicagský tribunál - Kemp Powers – One Night in Miami - Chloé Zhaová – Země nomádů                   |
| Nejlepší dokument | Nejlepší cizojazyčný film |
| Moje učitelka chobotnice - Boys State - Colectiv - Dick Johnson Is Dead - Time | A Sun (Taiwan) - Bacurau (Brazílie) - Chlast (Dánsko) - La Llorona (Guatemala) - Beanpole (Rusko) |
| Nejlepší kamera | Nejlepší vizuální efekty |
| Tenet - Mank - Minari - Zprávy ze světa - Země nomádů | Tenet - Neviditelný - Půlnoční nebe |
| Nejlepší kaskadérský tým | Nejlepší skladatel |
| Tenet - Birds of Prey - Mulan - Nesmrtelní - Wonder Woman 1984 | Duše - Tenet - Zprávy ze světa - Mank - Půlnoční nebe |
| Nejlepší píseň | Nejlepší nezávislý film |
| „Speak Now“ – One Night in Miami - „Turntables“– All In: The Fight for Democracy - „Io sì (Seen)“ – Život před sebou - „Rocket to the Moon“ – Až na Měsíc - „Wear Your Crown“ – The Prom          | - Boys State - Miss Juneteenth - Krvavá nevěsta - The Vast of Night - Yellow Rose |